# Hinnøya
68°35′N 16°1′Ø / 68.583°N 16.017°Ø
Hinnøya (samisk Idna Iinnasuolu) er, bortset fra Svalbard, Norges største ø (2.204,7 km², deraf 1.410,7 km² i Nordland fylke og 1.218,5 km² i Troms). Den er delt mellem kommunerne Andøy, Hadsel, Lødingen, Sortland, Tjeldsund og Vågan i Nordland, og Harstad og Kvæfjord i Troms.
33 128 indbyggere (2020). Bjerggrunden på Hinnøya består af gnejs og granit, som ved Gullesfjorden blev dannet for 2 600–2 800 millioner år siden og er blandt Norges ældste.
De dele af øen, som ligger i Andøy, Sortland og Hadsel, regnes med til Vesterålen, mens området i Tjeldsund og Lødingen regnes til Ofoten. Vågans lille del af Hinnøya regnes til Lofoten, mens Kvæfjord og Harstad tilhører Troms fylke.
Højeste bjerg på Hinnøya er Møysalen (= Møsadlen, Jomfrusadlen), 1.262 moh.
Udskibningshavnen Harstad og de små steder Lødingen, Borkenes og Sigerfjord ligger på øen.
Hinnøya er knyttet til fastlandet med Tjeldsund bro (1.007 m). Hinnøya er også knyttet til Langøya med Sortlandsbroen og til Andøya med Andøybroen. I vest er Hinnøya også knyttet til Austvågøya med Raftsundbroen. Lofotens fastlandsforbindelse ("Lofast") blev åbnet i december 2007.